# Lathrolestes buccinator
Lathrolestes buccinator là một loài tò vò trong họ Ichneumonidae.